# Zapustek
Zapustek – wieś w Polsce położona w województwie kujawsko-pomorskim, w powiecie aleksandrowskim, w gminie Koneck.

## Podział administracyjny
W latach 1975–1998 miejscowość administracyjnie należała do województwa włocławskiego. Wieś sołecka – zobacz jednostki pomocnicze gminy Koneck w BIP.

## Historia
Wieś wchodziła w wieku XIX w skład dóbr Koneck. Właścicielem dóbr Koneck był Korneli Sulimierski, w skład dóbr wchodziły oprócz folwarku Zieleniec, Biesiekierz, Pomiany, Wincentowo (obecnie południowa część wsi Zapustek), Zapustek (obecnie zachodnia część wsi Zapustek), Młynek. Stan taki utrzymał się do 1939 r., kiedy to Wincentowo oraz Zapustek Folwark stanowiły oddzielne miejscowości.

## Pomniki przyrody
W samym środku wsi rośnie ponad stuletni dąb, zakwalifikowany przez Ligę Ochrony Przyrody jako Pomnik Przyrody Prawem Chroniony.